# 上麻生ダム
上麻生ダム（かみあそうダム）は、岐阜県加茂郡白川町、一級河川・木曽川水系飛騨川に建設されたダムである。
中部電力が管理する発電専用ダムで、高さ13.2メートルの重力式コンクリートダムである。飛騨川流域における水力発電事業の中では初期の事業で、1926年（大正15年）に完成した歴史の古いダムである。下流の加茂郡七宗町（ひちそうちょう）にある上麻生発電所の取水元であり、2万7,000キロワットの電力を発生させる。また、独立行政法人水資源機構が管理する木曽川用水（上流部）の取水元でもあり、上流の岩屋ダム（馬瀬川）から放流された水が貯水池から取水され、岐阜県中部の上水道やかんがい用水にも利用されている。そして1968年（昭和43年）8月に発生した飛騨川バス転落事故の舞台にもなったダムでもある。

## 沿革

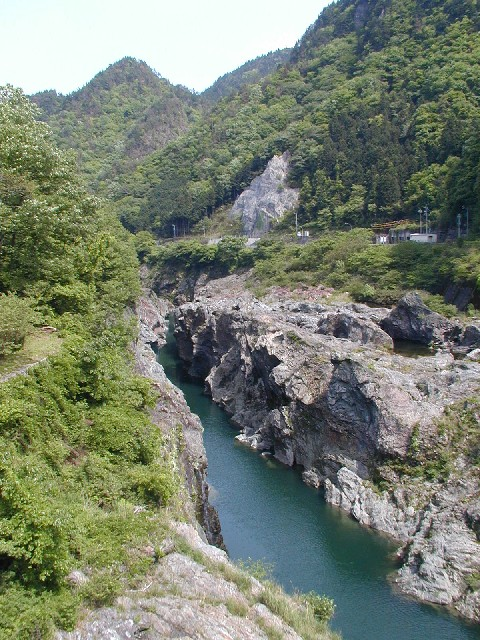
上麻生ダム・発電所が建設された飛水峡。切り立った断崖が両岸に迫っている。

飛騨川流域の電源開発は、日本電力と東邦電力の二社が同時並行で進めていた。1919年（大正8年）6月、後に東邦電力に吸収される岐阜電力の前身・岐阜興業は飛騨川中流部の発電用水利権を取得。飛騨川第一・飛騨川第二・飛騨川第三の三発電所を建設する計画を立てた。このうち飛騨川第三発電所計画として選定されたのが、飛水峡の上流部にあたる加茂郡西白川村河岐地先、すなわち現在の上麻生ダム地点であった。
1922年（大正11年）岐阜電力は東邦電力と提携することになり、この時点で飛騨川第一発電所を金山発電所と改め、上麻生地点については飛騨川第二発電所に名称を変更し翌1923年（大正12年）6月8日に事業変更申請の許可を岐阜県より受けた。同時期、鉄道省が高山本線を上麻生駅まで開通させたことから、当初よりも着工を早めて1924年（大正13年）4月にダム及び発電所の工事に着手した。鉄道による物資輸送が工期の短縮に貢献し、当初の予定よりも1年4か月も早い1926年（大正15年）11月14日に完成させることができた。上麻生ダム完成の同月、東邦電力社長・松永安左エ門は岐阜電力の権利義務をすべて取得し、事実上合併させた。
東邦電力はその後、発電所下流の下麻生地点に下麻生発電所を建設する計画を1928年（昭和3年）に立てたが立ち消えになっている。同時期東邦電力は上麻生ダムのほかに下原ダム（下原発電所。1万9,451キロワット）・大船渡ダム（金山発電所。6,425キロワット）・七宗ダム（七宗（旧・飛騨川第一）発電所。5,650キロワット）・名倉ダム（名倉発電所・1万9,678キロワット）・川辺ダム（川辺発電所・2万6,500キロワット）を相次いで完成させ、さらに飛騨川水系の発電所から放流された水を平均化して木曽川に流下させるための逆調整池として大同電力と共同で今渡ダムを木曽川本流に建設する計画を立てた。
ところが戦時体制の強化が国家の課題となり、電力を国家管理すべきという意見が軍部や官僚から強く出された。そして1938年（昭和13年）電力事業を国家が一元的に統制するための電力管理法が成立し翌1939年（昭和14年）日本発送電が発足。東邦電力は強制的に解散させられ上麻生ダムを含む飛騨川の全水力発電所は国家管理の下に置かれた。しかし太平洋戦争の敗戦後日本を占領・統治した連合国軍最高司令官総司令部(GHQ)は日本発送電を戦争に協力した独占資本として過度経済力集中排除法の第二次指定企業に1948年（昭和23年）指定し、1951年（昭和26年）の電気事業再編成令によって全国九電力会社に分割・民営化させた。そして木曽川水系の発電用水利権と発電施設は木曽川を関西電力が、飛騨川を中部電力が保有することになった。
こうして上麻生ダム・上麻生発電所は東邦電力が施工・完成させ、日本発送電による国家統制を経て戦後中部電力が管理を継承し、現在に至っている。
2018年（平成30年）に上麻生発電所取水堰堤は「日本現存最古のローリングゲートの発電用取水堰堤」として、土木学会選奨土木遺産に選ばれる。

## 目的

### 上麻生発電所

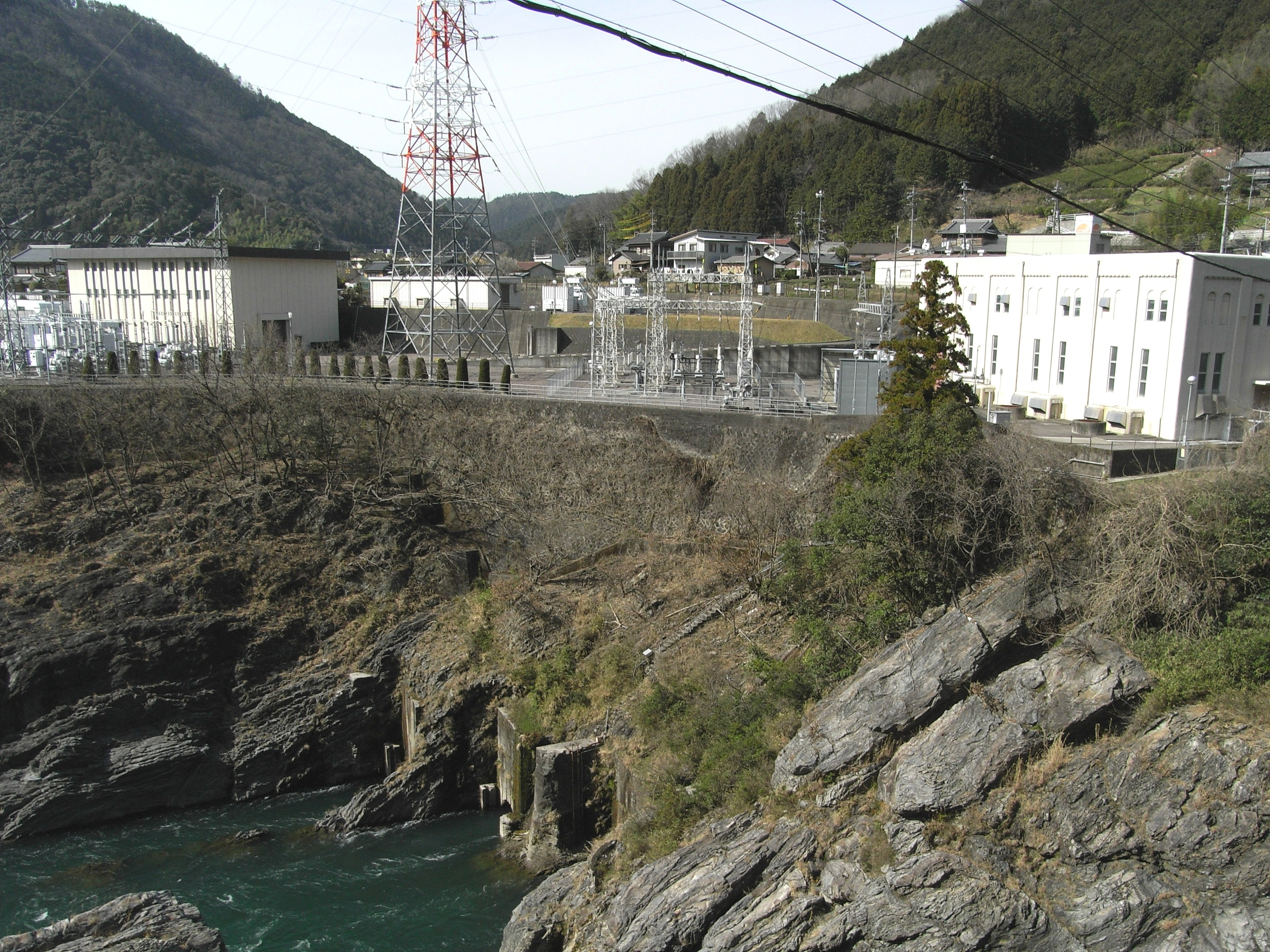
上麻生発電所（右）と新上麻生発電所（左）。新上麻生発電所の取水元は上麻生ダムではない。

上麻生ダムは飛騨川と白川の合流点より2キロメートル下流に建設された。ダムより放流された水は一旦ダム下流で飛騨川に合流する細尾谷に建設された調整池・細尾谷ダム（ほそびだにダム。重力式・高さ22.4メートル）によって貯えられ、ここから圧力隧道を伝って七宗町上麻生にある上麻生発電所に送水される。ダム名はこの上麻生という地名から採られているが、上麻生地区にあるわけではない。発電所は飛水峡の断崖上に建設されているが、これは洪水時の急激な水位上昇から発電所設備を守るための対策であった。またダムの右岸には長い魚道が独立して設けられているが、これは発電所建設の際に許認可を持つ岐阜県が水利権使用許可の条件として魚道を設置し漁業権を保護することを要求したためである。この魚道は高山本線の車窓から全容を眺めることができる。6月から8月にかけて、漁業対策として魚道に一定の水量を放流している。
その後飛騨川は飛騨川流域一貫開発計画によって上流に朝日ダムや秋神ダム、高根第一ダム・高根第二ダムといった大規模ダム式発電所が建設されるに及び、これら大規模発電所との整合性を持たせて発電効率を向上させる狙いで、1959年（昭和34年）に電力行政を司る通商産業省（経済産業省の前身）が策定した第四次水力発電調査において上麻生発電所の再開発を行う計画が立てられた。これが新上麻生発電所の事業発端である。だが、終戦後にも新上麻生発電所建設の計画があった。
戦後全国の河川は治水整備の遅滞と森林の無計画な伐採によって台風や豪雨の度に深刻な水害を招いていた。内閣経済安定本部は水害の続発が日本経済復興に重大な影響を与えることを危惧し、1949年（昭和24年）に「河川改訂改修計画」を木曽川を含む全国12水系で計画した。木曽川においては1951年国土総合開発法によって木曽特定地域総合開発計画が策定、この中で飛騨川に大規模な多目的ダムを建設する計画を立てた。洪水調節と発電を目的にした高さ60.0メートル、総貯水容量7,900万立方メートルの大規模ダム・久田見ダムである。このダムが完成すれば直上流にある上麻生ダムが水没し上麻生発電所の機能が停止するため、久田見ダムを水源として最大6万2,000キロワットを発電する「新上麻生発電所」が建設省中部地方建設局によって計画された。だが久田見ダム計画は立ち消えとなった。
その後前述の理由で再度計画が浮上し、新上麻生発電所は1987年（昭和62年）6月24日に運転を開始した。最大6万1,400キロワットを発生させる。上麻生発電所に隣接して建設されたが、取水元は「上麻生」の名こそ付いているが上麻生ダムではなく、上麻生ダムの直上流に建設されている名倉発電所の取水元・名倉ダム（高さ13.5メートル・重力式）である。この新上麻生発電所運転開始により、飛騨川流域一貫開発計画はその役目を事実上終えている。

### 木曽川用水

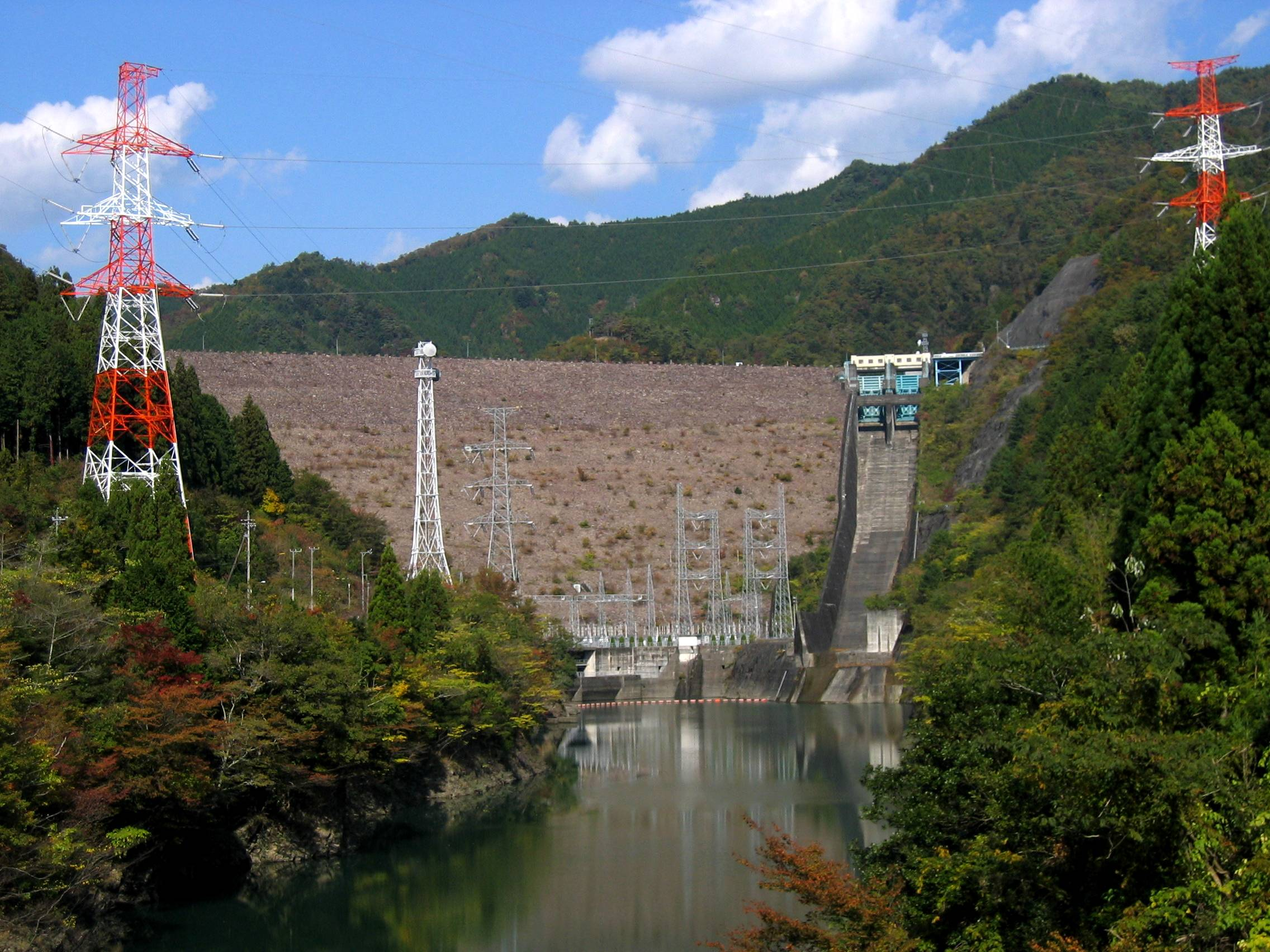
岩屋ダム（馬瀬川）。木曽川用水上流部の水源であり、ダムから放流された水は上麻生ダム貯水池で取水される。

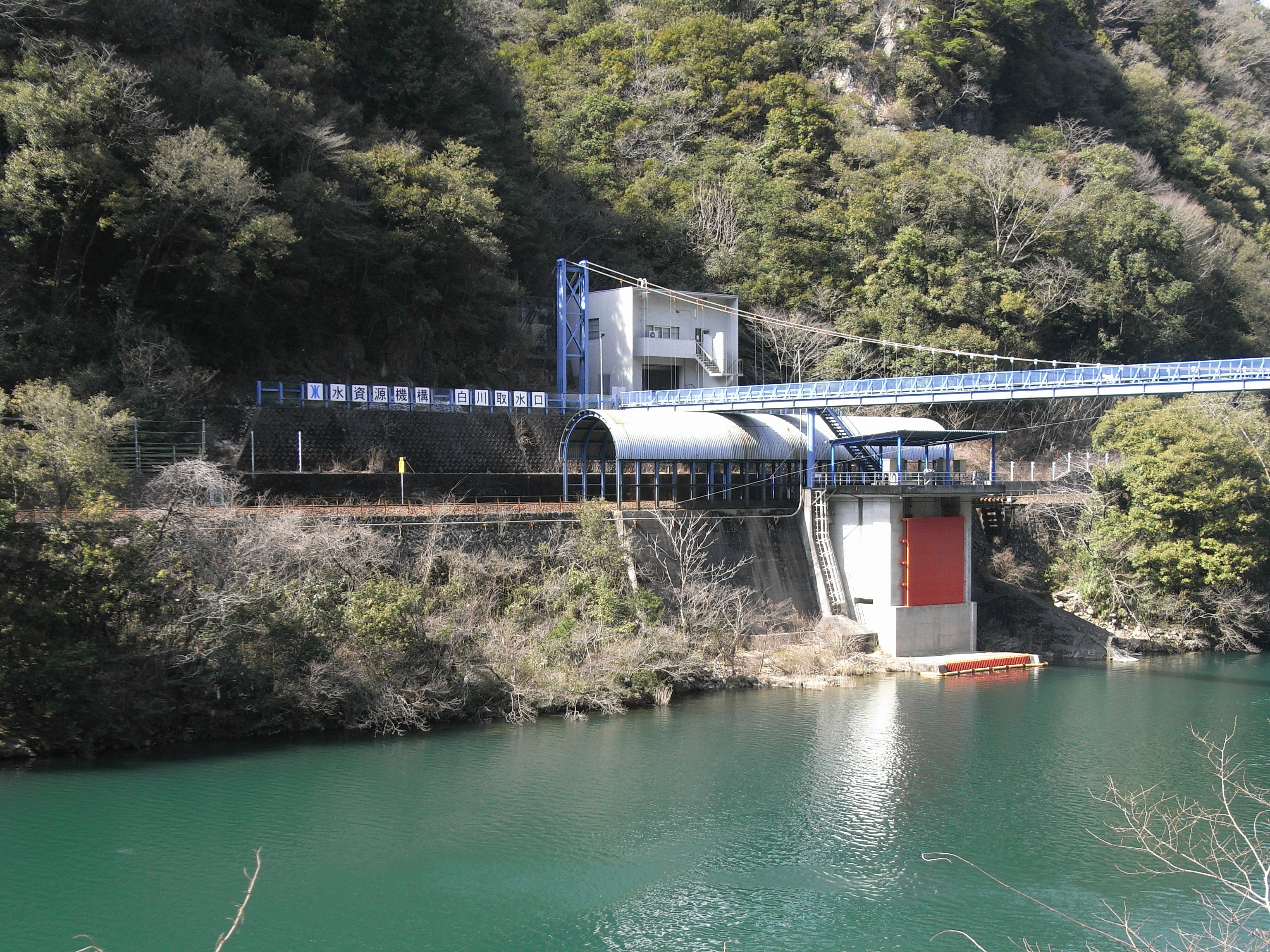
木曽川用水白川取水口。岩屋ダムの水はここで取水され導水管を通じ岐阜県中濃地域に送水される。

飛騨川は水量が豊富であり、水力発電の開発には好適地であった。しかしかんがいについては峡谷が深すぎて取水ができずほぼ手付かずとなっていた。だが戦後の食糧不足を解消するためのかんがい事業が飛騨川においてもようやく行われ、川辺用水・森山用水・米田用水が建設されて600ヘクタールが潤されたが、急激な農地拡大には対応できなかった。また中京圏の工業・商業発展は上水道・工業用水道需要の増大を招き、こうした水資源開発の必要性が論じられていた。
木曽特定地域総合開発計画によって愛知用水が建設され知多半島に水が供給されるようになった後、農林省は木曽川用水の建設を1964年（昭和39年）に計画。木曽川上流部と下流部の二区域に分けて広域の農地にかんがい用水を供給する構想としたが1965年（昭和40年）、水資源開発促進法による水資源開発水系に木曽川水系が指定されたことで事業は水資源開発公団が継承。以後公団が事業を施工した。
公団は木曽川用水上流部の水源として益田郡金山町に岩屋ダム（馬瀬川）を建設、そこから放流された水を下流受益地に送水するための調整池として上麻生ダムの貯水池を選定、中部電力との協議により発電に影響を及ぼさない範囲での利用許可を取り付け、貯水池右岸（JR高山本線側）に2門のゲートを持つ取水口（白川取水口）を1974年（昭和49年）3月に完成させた。ここから最大で毎秒9.54立方メートルの水を取水し、延長9.9キロメートルの白川導水路を経て美濃加茂市の蜂屋調整池と加茂郡八百津町にある上飯田調整池で再度貯水されたあと用水路によって各所に送られる。
この木曽川用水によって美濃加茂市、関市、加茂郡（七宗町・川辺町・八百津町・坂祝町・富加町）の農地3,533ヘクタールにかんがい用水と上水道を補給。また電気機器や精密機器工場などが進出した美濃加茂市などの工業団地に工業用水を供給する。上麻生ダムはこうした木曽川水系の水資源供給にも一役買っているが、こうした発電専用ダムを利用して用水路の取水を行う例は比較的多く、木曽川水系でも愛知用水と関西電力の兼山ダム（木曽川。可児市）、東濃用水と関西電力の落合ダム（木曽川。中津川市）が同じ方法を採っている。

## 飛騨川バス転落事故への対応

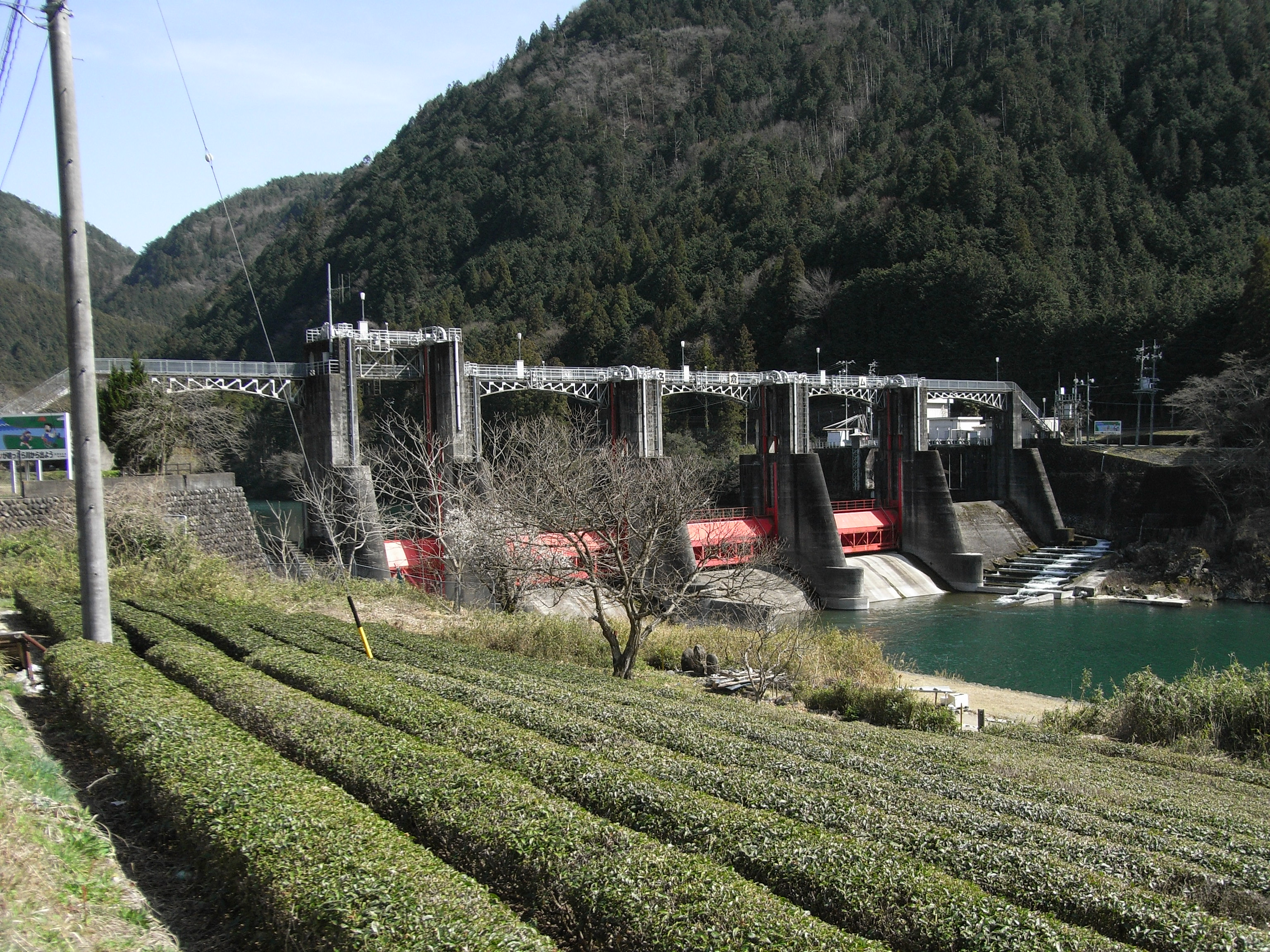
上流にある名倉ダム。上麻生ダムと連携して水位零作戦を実施した。

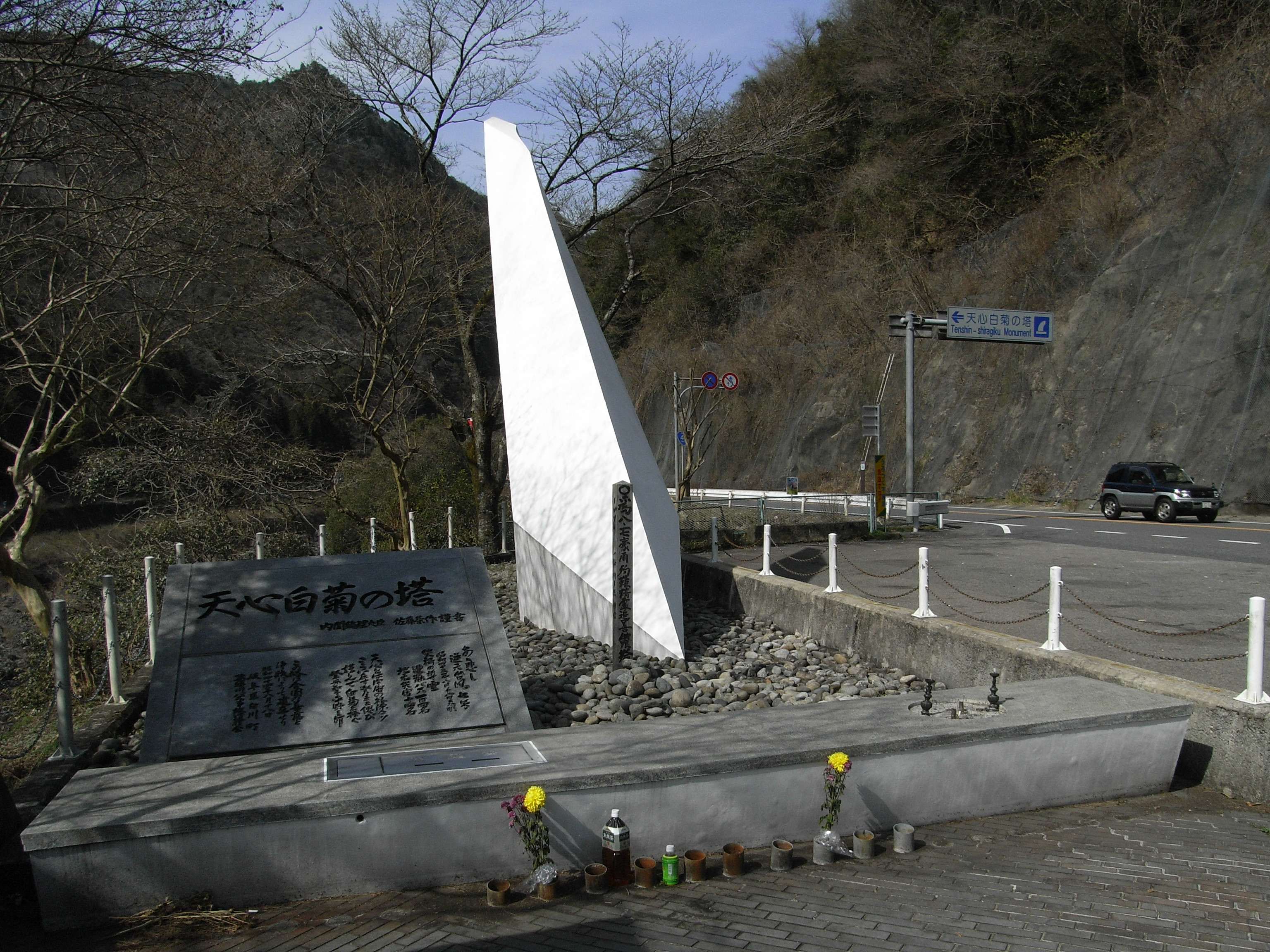
現場近くに所在した当時の天心白菊の塔

上麻生ダム運用開始から42年目の1968年（昭和43年）8月18日午前2時ごろ、上麻生ダム直下で観光バス2台を巻き込む大規模ながけ崩れが発生した。当日は記録的な集中豪雨で道路が各所で寸断されており、巻き込まれた観光バスも乗鞍岳へ向かうツアーを中止し、バス5台の車列を成して名古屋市へ戻る途中で立ち往生していたところだった。
巻き込まれなかった他のバスの運転手らが上麻生ダム見張所に向かい、事故の発生を知った職員は警察署に通報。同時に消防団と協力して残りのバス乗客を待避させ、二次災害に備えた。朝になるとニュースで全国に報道されたほか、警察・消防や自衛隊が行方不明者の捜索を開始した。中部電力も大勢の社員を派遣し、下流の川辺発電所に対策本部を設置して支援した。2台の内1台は川底に埋まっており、中部電力は上麻生ダムと上麻生発電所、上流の名倉ダム・名倉発電所を活用し、短時間だけ上麻生ダム直下の水量をゼロにする「水位零作戦」を決行。ダムから900メートル下流で当該車両を発見した。水位零作戦はその後も実施され、車内から1遺体を収容した。残りの乗客はすでに流されていたため、捜索範囲は下流の川辺ダムから伊勢湾にまで広げられた。
水位零作戦は、洪水調節能力のない上麻生ダムにとって、ダムを決壊させかねない危険な操作であった。しかし、懸命の捜索活動にもかかわらず、最終的に乗員・乗客107名中104名死亡という、日本バス事故史上最悪の惨事となった。現場には慰霊碑として「天心白菊の塔」が建立され、以来清掃作業は上麻生発電所の所員によって毎月行われていた。しかし、バイパス建設に伴い、2022年に塔は頂部のみが移設される形で撤去された。

## アクセス
上麻生ダムへは美濃加茂市から国道41号を下呂温泉・高山市方面へ進み、約20キロメートルほど国道を道沿いに進むと左側に見えてくる。途中道の駅ロック・ガーデンひちそうを超え上麻生橋を渡ると左手に上麻生発電所・新上麻生発電所が見え、天心白菊の塔を過ぎるとすぐ到着する。ただし駐車場などはない。公共交通機関ではJR高山本線・白川口駅が最寄の駅になる。高山本線からだと国道よりもダム全体を眺めることが可能である。